# Африканский удод
Африканский удод (лат. Upupa africana) — вид птиц из семейства Upupidae. Ранее рассматривался как подвид удода U. e. africana.

## Распространение
ЮАР, Лесото, Свазиленд, Намибия, Ботсвана, Зимбабве, Мозамбик, Ангола, Замбия, Малави, Танзания, Саудовская Аравия, южная часть Демократической Республики Конго.

## Описание
Длина 25-28 см, вес 40-60 г.

### Вокализация
Издают звуки «Хууп-ууп» или «хууп-ууп-ууп», все ноты обычно в одном тоне.

## Биология
Живут в широколиственных лесах и саваннах. Питаются насекомыми и их личинками, погружая клюв в землю.